# Ongalsyn Schumabekow
Ongalsyn Islamuly Schumabekow (kasachisch Оңалсын Исламұлы Жұмабеков Oñalsyn İslamūly Jūmabekov, russisch Оналсын Исламович Жумабеков Onalsyn Islamowitsch Schumabekow; * 9. November 1948) ist ein kasachischer Jurist und Politiker.

## Leben
Schumabekow wurde 1947 im heutigen Audan Aqsu geboren. Er absolvierte von 1969 bis 1974 ein Studium der Rechtswissenschaften an der Kasachischen Staatlichen Kirow-Universität.
Seine berufliche Laufbahn begann er nach seinem Hochschulabschluss 1974 als Ermittler bei der Staatsanwaltschaft des Stadtbezirks Äuesow im heutigen Almaty. Im Februar 1980 wechselte er in die Ermittlungsabteilung der Staatsanwaltschaft der Kasachischen SSR, wo er zuerst als Staatsanwalt arbeitete und später als stellvertretender Staatsanwalt der Kasachischen SSR für besondere Aufgaben. Im Juli 1983 wurde er dann Staatsanwalt des Stadtbezirks Frunse (heute: Medeu) in Almaty und ab Dezember 1985 war er stellvertretender Staatsanwalt der Oblast Alma-Ata. Ab November 1990 war er Staatsanwalt des Gebietes Mangghystau bevor er im März 1994 wieder in seine Heimat zurückkehrte und Staatsanwalt des Gebietes Almaty wurde.
Im Dezember 1997 wurde Schumabekow zum stellvertretenden Generalstaatsanwalt Kasachstans ernannt. Nach etwas mehr als fünf Jahren in diesem Amt wurde er im Februar 2003 von Präsident Nursultan Nasarbajew zum Justizminister Kasachstans ernannt. Diesen Posten in der kasachischen Regierung bekleidete er bis April 2005, als er zum Vorsitzenden der Zentralen Wahlkommission Kasachstans ernannt wurde. Im Januar 2007 wurde er zum stellvertretenden Leiter der kasachischen Präsidialverwaltung ernannt und ab dem 14. Februar 2008 war er Vorsitzender des Obersten Justizrats Kasachstans.
Nach der Parlamentswahl im Januar 2012 war Schumabekow Abgeordneter für die Partei Nur Otan in der Mäschilis, dem Unterhaus des kasachischen Parlaments. Dort war er Mitglied des Ausschusses für Gesetzgebung und Justizreformen. Nach einer Legislaturperiode schied er 2016 aus dem Parlament aus.